# نادي د غاردنز يونايتد
نادي د غاردنز يونايتد نادي كرة قدم إماراتي من الأندية الخاصة يلعب في دوري الدرجة الثانية الإماراتي ويقع في دبي .